# Lampornis clemenciae
Lampornis clemenciae là một loài chim trong họ Trochilidae.